# Alfred Walter Stewart
Alfred Walter Stewart (settembre 1880 – 1º luglio 1947) è stato un chimico e scrittore britannico.
Steward scrisse 17 gialli tra il 1923 e il 1947 usando lo pseudonimo di J.[ohn] J.[ervis] Connington. Creò diversi personaggi detective, tra cui il sovrintendente Ross e Sir Clinton Driffield, protagonisti della maggior parte dei romanzi.

## Biografia
Nato a Glasgow nel 1880, Stewart fu il più giovane dei tre figli del reverendo Stewart. Frequentò la Glasgow High School e, quindi, l'Università di Glasgow, laureandosi in chimica nel 1907. 
Nel 1909 a Stewart fu affidata la docenza di chimica organica presso la Queen's University di Belfast e, nel 1914, fu docente di chimica fisica e radioattività presso l'Università di Glasgow. Durante la Seconda guerra mondiale attirò l'attenzione per il cambiamento nella particella β di un elemento radioattivo e suggerì il termine isobaro come complementare a isotopo. Si ritirò dal suo lavoro accademico nel 1944 a seguito di ricorrenti problemi cardiaci.

## Stile narrativo
I romanzi in cui è presente Sir Clinton Driffield, cioè la maggior parte, sono caratterizzati da intrecci complessi ai quali le discipline scientifiche prestano molteplici espedienti.

## Opere

### Romanzi conSir Clinton Driffield
- Assassinio nel labirinto (Murder in the Maze, 1927), trad. di D. Pratesi, Collana I bassotti, Milano, Polillo Editore, 2004[1]
- Le tre meduse (Tragedy at Ravensthorpe, 1927), trad. di Alberto Tedeschi, Milano, Arnoldo Mondadori Editore, 1933-2020[1]
- Orme nella sabbia e poi Orme sulla sabbia (Mystery at Lynden Sands, 1928), trad. di Tito N. Sarego, Milano, Mondadori, 1930-2018[1]
- The Case with Nine Solutions, 1928
  - Il segreto di una notte , trad. di Tito N. Sarego, Milano, Arnoldo Mondadori Editore, 1932[1]
  - Il caso con nove soluzioni, trad. F. Stignani, Milano, Polillo Editore, 2008[1]
- L'enigma dei due biglietti (Nemesis at Raynham Parva, 1929; o Grim Vengeance), trad. di Marilena Caselli, I Classici del Giallo Mondadori n.1449, Milano, Mondadori, ottobre 2021
- Nel cuore del lago (The Boathouse Riddle, 1931), trad. di Marilena Caselli, I Classici del Giallo Mondadori n.866, Milano, Mondadori, aprile 2000[1]; I Classici del Giallo Mondadori n.1485, Mondadori, ottobre 2024
- Otto innocenti e un colpevole (The Sweepstake Murders, 1931), trad. di Dario Pratesi, Milano, Polillo Editore, 2012
- The Castleford Conundrum, 1932
- The Ha-ha Case, 1934 anche noto come The Brandon Case
- Un cadavere fuori posto (In Whose Dim Shadow, 1935, oppure The Tau Cross Mystery), trad. di Marilena Caselli, I Classici del Giallo Mondadori n.1121, Milano, Mondadori, luglio 2006[1]
- A Minor Operation, 1937
- Truth Comes Limping, 1938
- For Murder Will Speak, 1938, anche noto come Murder Will Speak
- The Twenty-one Clues, 1941
- No Past is Dead, 1942
- Il cratere del diavolo (Jack-in-the-Box, 1944), trad. di Marilena Caselli, I Classici del Giallo Mondadori n.1141, Milano, Mondadori, novembre 2006[1]
- Common Sense is All You Need, 1947

### Altri romanzi
- Nordenholt's Million, London, Bombay, Sydney: Constable & Co. Ltd., 1923; ristampa, New York: Dover Publications, 2016.
- Almighty Gold, 1924
- Death at Swaythling Court, 1926
- Il talismano dei Dangerfield (The Dangerfield Talisman, 1926), trad. di Berto Cerlenchi, Milano, Arnoldo Mondadori Editore, 1934[1]
- The Eye in the Museum, 1929
- The Two Tickets Puzzle, 1930, uscito anche col titolo The Two Ticket Puzzle
- Tom Tiddler's Island, 1933, uscito anche col titolo Gold Brick Island
- The Counsellor, 1939
- The Four Defences, 1940

### Racconti
- After Death the Doctor, London, Daily News, dal 25 al 29 gennaio 1934

### Pubblicazioni scientifiche
- Stereochemistry, 1907
- Recent Advances in Organic Chemistry, 1908
- Inorganic and Physical Chemistry, 1909
- Some Physico-chemical Themes, 1922
- Alias J. J. Connington, 1947; ristampa, 2015

## Curiosità
Connington creò anche un altro personaggio, l'avvocato Mark Brand, ma fu protagonista solo di un paio di romanzi in quanto non riscosse un grande successo.